# 里夏德·维尔施泰特
里夏德·梅尔廷·维尔施泰特（德語：Richard Martin Willstätter，1872年8月13日—1942年8月3日），皇家学会成员，德国有机化学家，1915年获诺贝尔化学奖。
1894年在慕尼黑开始植物碱化学的研究，阐明了托品的化学结构，这就是阿托品与可卡因等分子中的主要部分；就讀慕尼黑大學時導師是1905年諾貝爾化學獎得主阿道夫·馮·拜爾；1905年至苏黎世联邦理工学院为教授，开始叶绿素的研究；1911年－1915年在德皇威廉研究院短期工作，随即回到慕尼黑發展同化作用的研究，后来又更系统地继续酶化学的工作，获得多种较纯的酶；1938年由於猶太人的身份遭到蓋世太保追捕而从德国逃往瑞士，1942年逝於瑞士。